# 翁贝托一世广场

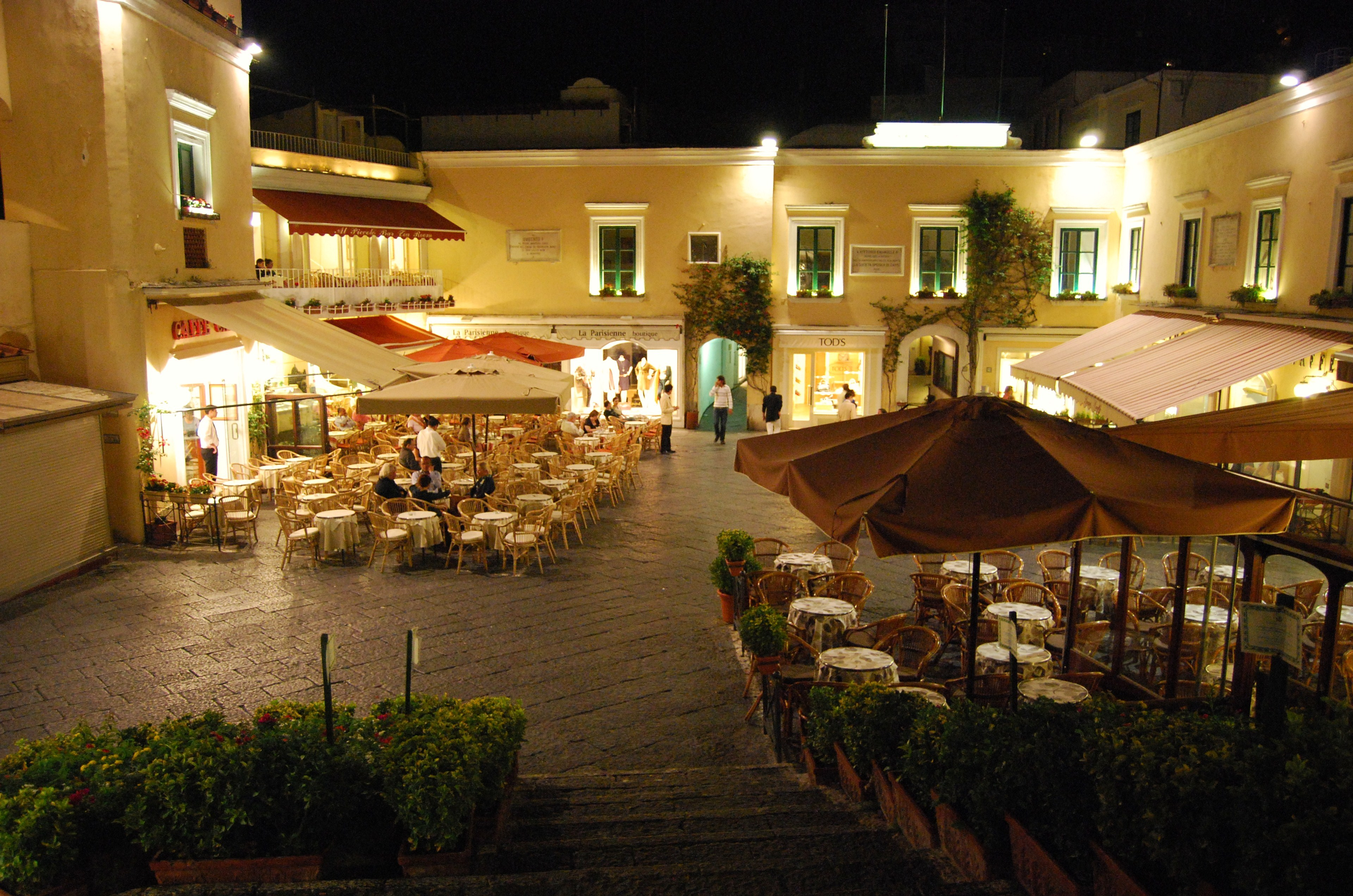
翁贝托一世广场

翁贝托一世广场（Piazza Umberto I），“小广场”（La Piazzetta），绰号“世界的小剧场”，是意大利南部卡普里岛上最著名的广场，位于卡普里岛东端同名小镇卡普里，自罗马时代以来， 一直被认为是该镇的中心和居民的聚会地点。

## 历史

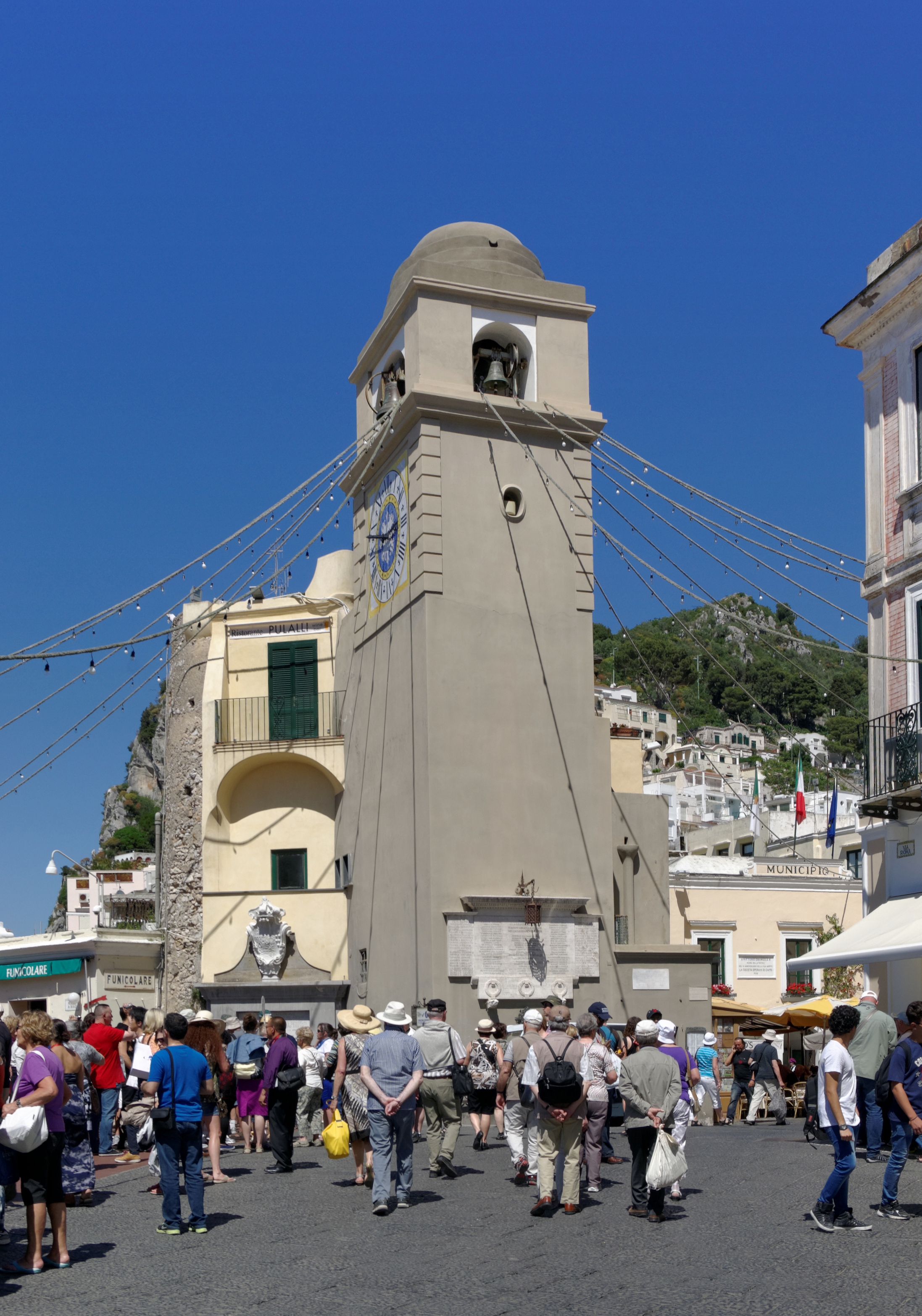
钟楼

圣斯德望堂建于17世纪，曾经作为卡普里教区的主教座堂（直到1818年卡普里教区并入索伦托教区）。一个阶梯连接教堂、广场和主教府（现在是市政厅）。。
在1900年，翁贝托一世广场已经发展为当地生活的中心，有蔬菜，鱼类和肉类市场。1934年，Vuotto大咖啡厅开张，在户外摆桌椅。其他岛民也开设自己的企业。从那个时候起，广场成了岛上社会生活的心脏。

## 描述

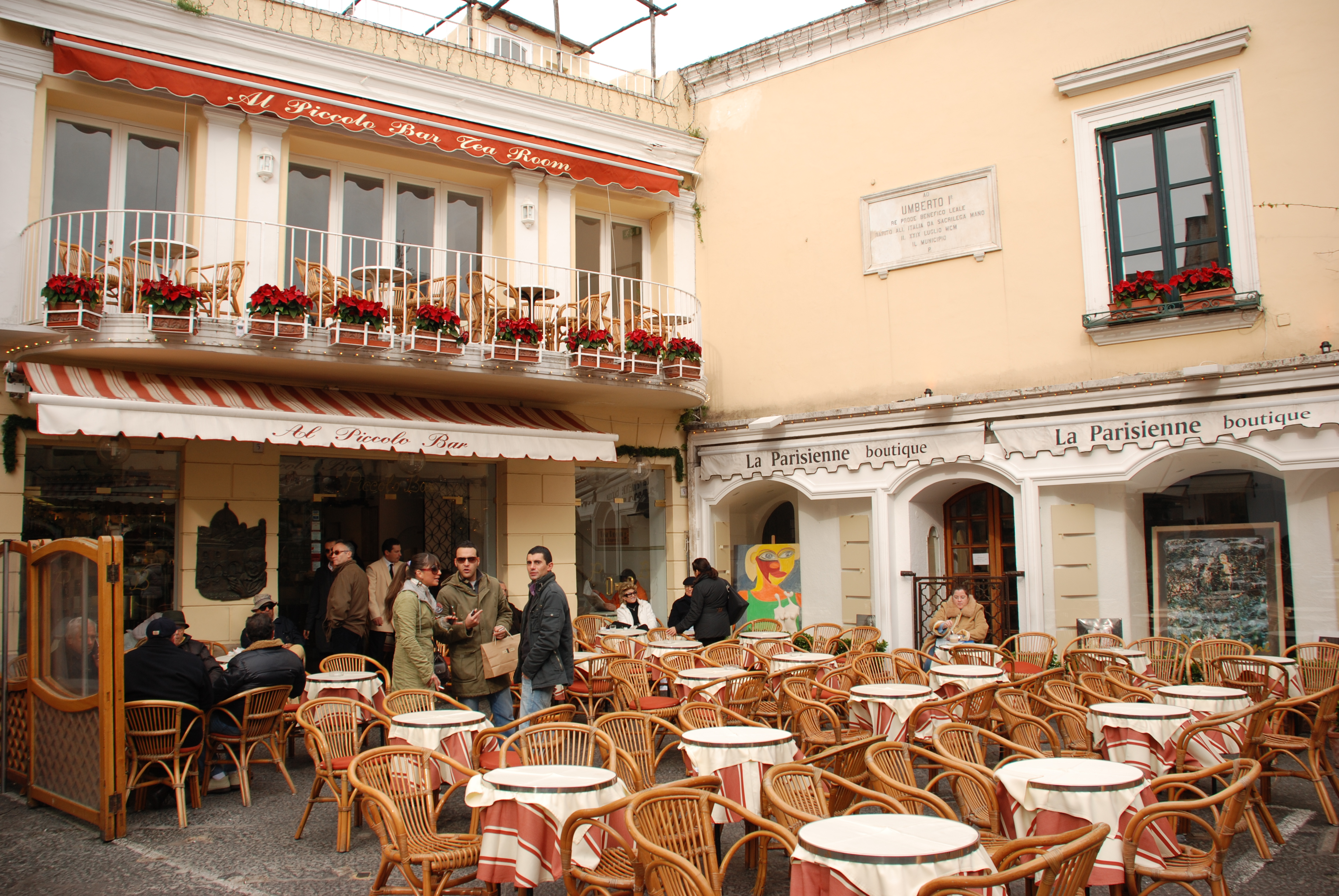
广场上的Al Piccolo Bar酒吧

广场的主要元素是钟楼。在广场有许多牌匾: 例如，在市政厅外有2个大理石牌匾，纪念埃马努埃莱二世和翁贝托一世，以及波旁王朝复辟的烈士加图索阿尔库奇。钟楼的四个立面之一也有一块牌匾，纪念一战阵亡者。市政厅庭院的牌匾纪念《时代》记者Henry Wreford，曾在卡普里岛定居了五十多年，以及乔治·西德尼·克拉克，1861年开设岛上最大的酒店，著名的奎希桑纳大酒店。